# میرزا کوچک‌خان جنگلی (بازی ویدئویی)
بازی رایانه ای مبارزان جنگل که با عنوان The Jungle Warriors شناخته می‌شود نام یکی از بازی‌های رایانه‌ای تیراندازی اول شخص است که به داستان زندگی میرزا کوچک‌خان جنگلی مبارز ملی مذهبی ایران می پردازد.
در بازی مبارزان جنگل، شما در نقش جوانی روستایی به نام عباس خواهید بود که پدرش توسط روس‌هایی که گیلان را اشغال کرده‌اند کشته شده است.
بخش زیادی از زمان تولید بازی مربوط به تحقیق درباره شخصیت میرزا کوچک‌خان جنگلی بوده است.
بازی مبارزان جنگل اولین بازی شبکه ای ایران است.